# Attila phoenicurus
El atila cabecigrís (Attila phoenicurus), también denominado burlisto cabeza gris (en Argentina), suirirí cabeza gris (en Paraguay, atila rabicastaño o atrapamoscas quieto rabicastaño (en Venezuela) o atila de cola rufa,  es una especie de ave paseriforme de la familia Tyrannidae, perteneciente al género Attila. Se reproduce en el sureste de Brasil y adyacencias de Paraguay y Argentina y migra hacia el norte de Sudamérica en los inviernos australes.

## Distribución y hábitat
Se reproduce en el sureste y sur de Brasil (desde Río de Janeiro hacia el sur hasta Rio Grande do Sul), probablemente también en el noreste de Argentina (Misiones) y este de Paraguay; durante los inviernos australes, los migrantes se dispersan ampliamente en Paraguay, este de Bolivia, centro de la Amazonia al norte hasta el sur de Venezuela.
Esta especie es considerada rara a poco común en su hábitat natural reproductivo: el dosel y el sub-dosel de selvas húmedas de la Mata Atlántica, hasta los 1500 m de altitud; en sus migraciones en el período no reproductivo, no vocaliza y, por lo tanto, raramente es registrada.

## Sistemática

### Descripción original
La especie A. phoenicurus fue descrita por primera vez por el ornitólogo austríaco August von Pelzeln en 1868 bajo el mismo nombre científico; la localidad tipo es: «Mato Dentro, São Paulo, Brasil.»

### Etimología
El nombre genérico masculino «Attila» se refiere al guerrero Atila (406-453), rey de los hunos, en relación con la característica agresividad de estas especies; y el nombre de la especie «phoenicurus», se compone de las palabras del griego «phoinix» que significa ‘púrpura’, ‘carmín’, ‘rojo’, y «ouros» que significa ‘de cola’.

### Taxonomía
Anteriormente estuvo situada en género monotípico Pseudattila. Es monotípica.